# Ergoiena
Ergoiena település Spanyolországban, Navarra autonóm közösségben. Ergoiena Etxarri Aranatz, Arbizu és Uharte-Arakil községekkel határos. Lakosainak száma 382 fő (2024).

## Népesség
A település népessége az elmúlt években az alábbi módon változott:
| Lakosok száma | 461  | 450  | 426  | 426  | 405  | 400  | 399  | 372  | 373  | 382  |
|               | 2001 | 2004 | 2007 | 2009 | 2012 | 2014 | 2017 | 2019 | 2022 | 2024 |